# Jüdischer Friedhof Lank-Latum

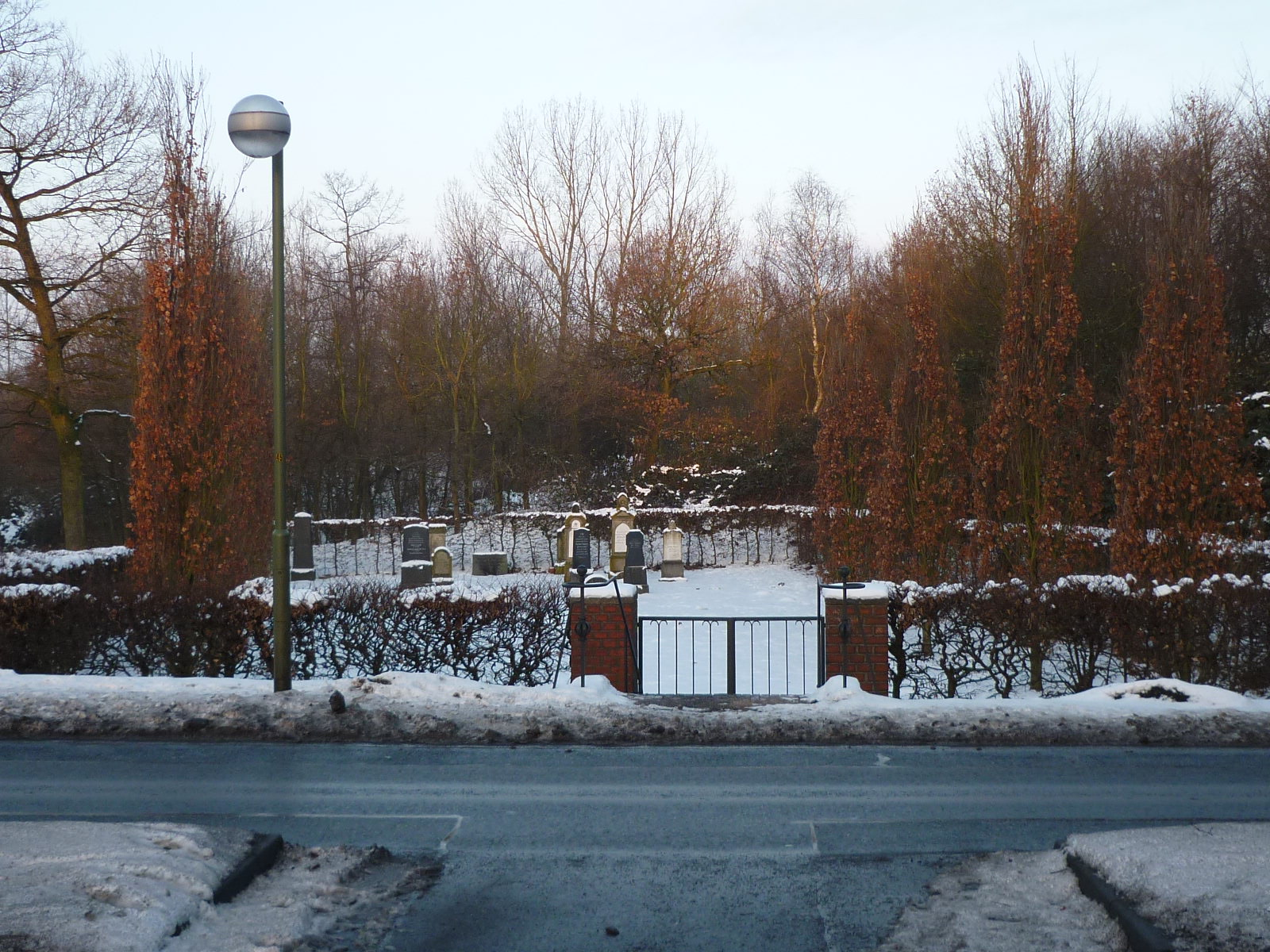
Gesamtansicht im Schnee

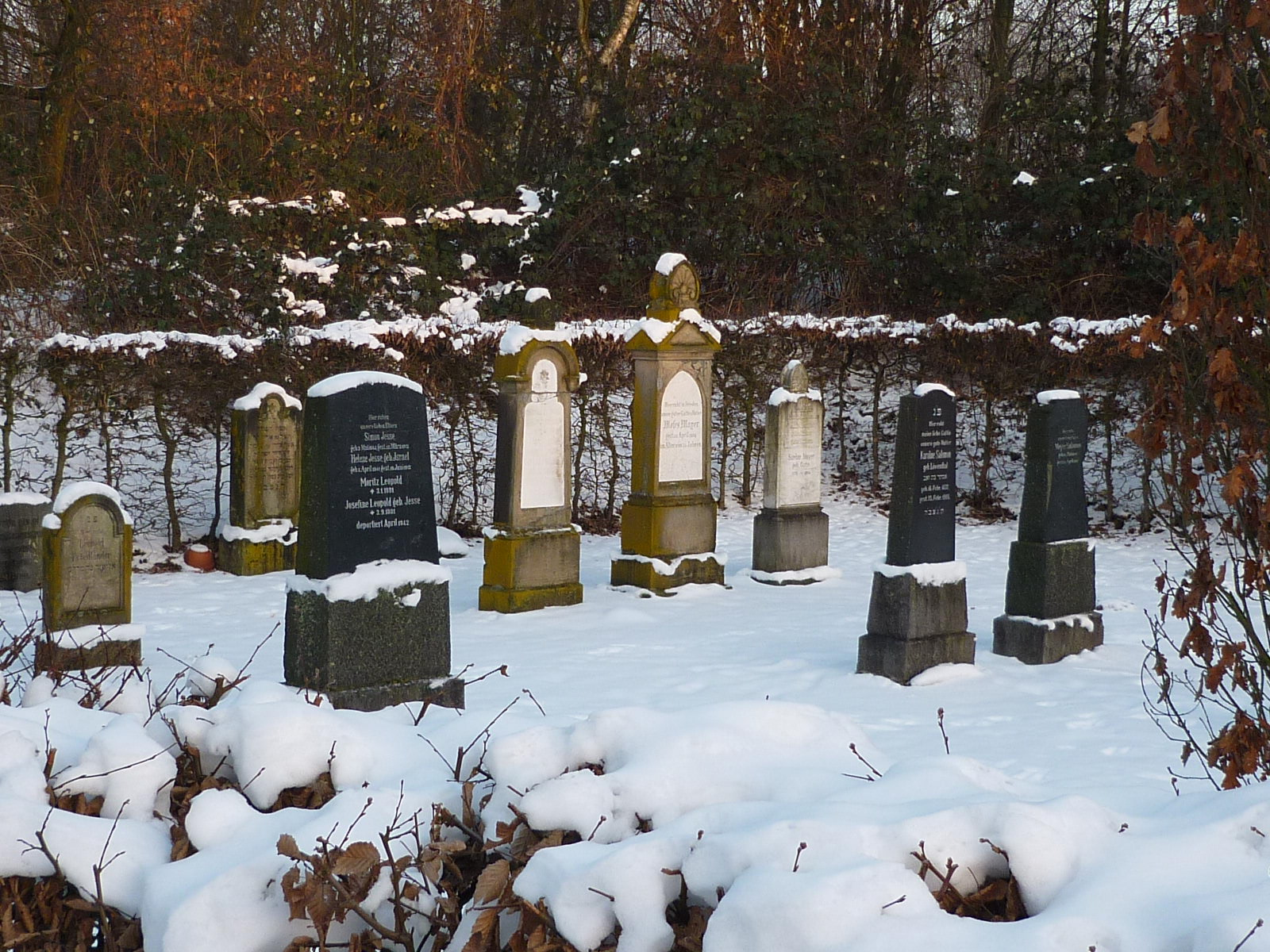
Grabsteine

Der Jüdische Friedhof Lank-Latum ist ein jüdischer Friedhof in Lank-Latum, heute ein Stadtteil von Meerbusch in Nordrhein-Westfalen.
Der kleine Friedhof mit 14 Grabstellen liegt im westlichen Ortsteil Latum an der Durchgangsstraße (Uerdinger Straße) am südlichen Ortsausgang Richtung Strümp, östlich des Latumer Sees.

## Geschichte

### Erstellung
Der jüdische Friedhof in Lank-Latum wurde erst 1878 geschaffen. Zuvor wurden die Toten aus Lank-Latum auf den jüdischen Friedhöfen in Linn und im rechtsrheinischen Kaiserswerth begraben. Da sich Linn aber zuletzt weigerte, Leichen von auswärts aufzunehmen und da der Transport nach Kaiserswerth über den Rhein insbesondere bei Hochwasser schwierig war, stellte die Israelitische Gemeinde 1876 einen Antrag auf einen eigenen Friedhof beim Lanker Bürgermeister, dem stattgegeben wurde.

### Nationalsozialismus

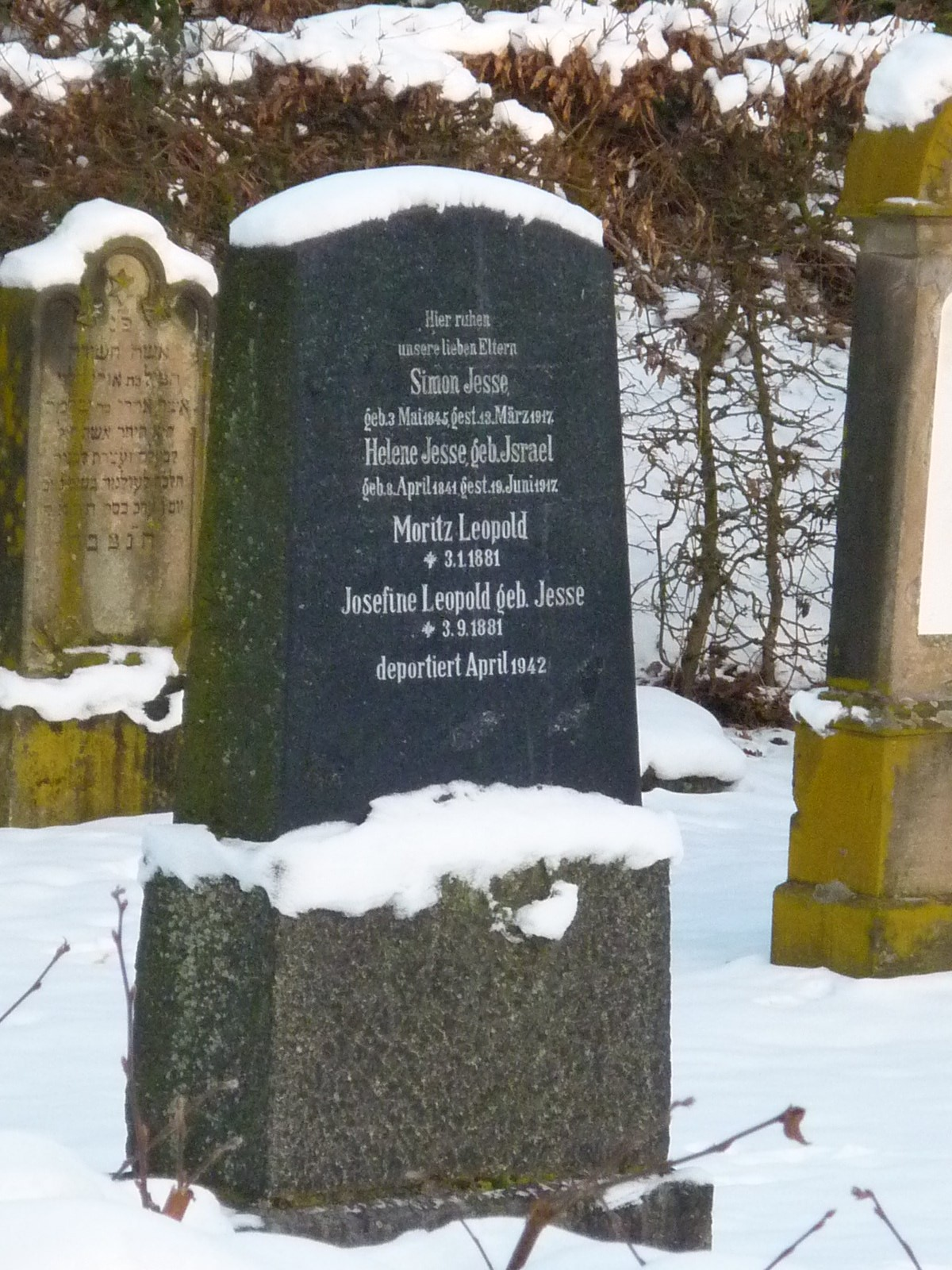
Grabstein der Familie Simon Jesse mit nachträglich hinzugefügter Gedenkinschrift für die deportierte Tochter Josefine und ihren Ehemann Moritz Leopold

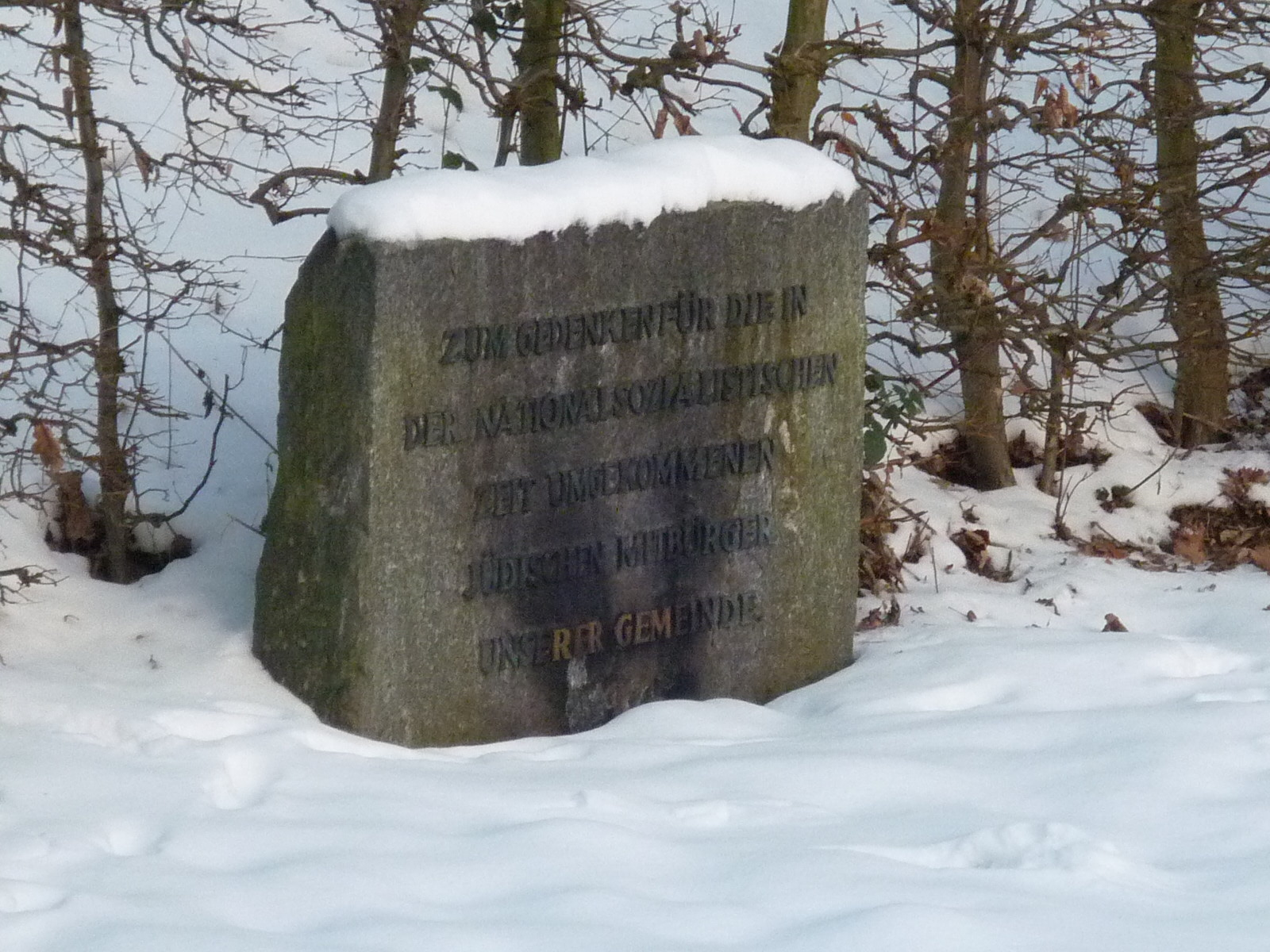
Gedenkstein

Die meisten Grabstellen auf dem Friedhof stammen aus der Zeit vor der Judenverfolgung im Nationalsozialismus. Die meisten Juden aus Lank-Latum wurden 1941 nach Riga deportiert und später ermordet; nur drei überlebten den Holocaust. Hiervon zeigt sich aber nur wenig auf dem Friedhof. Anders als der jüdische Friedhof im heutigen Meerbuscher Stadtteil Osterath, der 1934 geschändet und später beseitigt wurde, blieb der in Lank-Latum erhalten. Er wurde erst nach 1945 formal geschlossen.
Die letzten Grabsteine stammen von 1937. Nach Ende des Zweiten Weltkrieges wurde von Nachkommen ein zusätzlicher Stein für die 1937 verstorbene Elise Leopold (geb. Grünebaum) und eine zusätzliche Inschrift im Gedenken an deren Sohn Moritz Leopold und seine Frau Josefine (geb. Jesse) hinzugefügt, die 1942 nach Izbica deportiert worden waren.
Die letzte Beisetzung war die des Viehhändlers Gustav Salomon, der am 9. April 1942 in seinem Haus Mühlenstr. 6 an einer natürlichen Ursache starb.
Nach der NS-Zeit  wurde vor Ort ein Gedenkstein aufgestellt. Er trägt die Inschrift:
„Zum Gedenken für die in der nationalsozialistischen Zeit umgekommenen jüdischen Mitbürger unserer Gemeinde“

### Denkmalpflege und Dokumentation
Der Friedhof ist heute eines der Meerbuscher Baudenkmäler. Pflege und Unterhalt obliegen der Stadt.
Der Friedhof wurde zuletzt im Rahmen des Projektes euregio rhein-maas-nord vollständig dokumentiert. Die Ergebnisse (alle Grabsteine mit Photos und Übersetzung der Inschriften) sind in der Datenbank des Steinheim-Institutes gespeichert, die online abgerufen werden kann.